# Batalha do Passo Kasserine

Mapa da Tunísia, mostrando Kasserine na região central do país

A Batalha do Passo de Kasserine foi um combate travado durante a Campanha da Tunísia, na Segunda Guerra Mundial, que aconteceu em fevereiro de 1943. O passo de Kasserine era uma lacuna de 3,2 km aberta na cadeia de Cordilheira do Atlas, na região centro oeste da Tunísia.

## A batalha
Em 1943, as forças das Potências do Eixo, lideradas pelo Marechal Erwin Rommel, eram formadas principalmente por unidades do Afrika Korps, elementos da divisão blindada Centauro italiana e duas divisões do 5º Exército Panzer alemão, enquanto as tropas Aliadas consistiam do II Corpo do Exército dos Estados Unidos (liderado pelo major-general Lloyd Fredendall), a 6ª Divisão blindada britânica (major-general Charles Keightley) e partes do 1º Exército Britânico (tenente general Kenneth Anderson).
Os Aliados estavam avançando, após a Operação Tocha, indo do Marrocos até a Tunísia, para destruir as bases de operações alemãs no norte da África. A travessia por Kasserine visava cortar as linhas de suprimento dos nazifascistas em direção de Túnis. Em 30 de janeiro, tropas alemãs, lideradas pelo general Hans-Jürgen von Arnim, bateram de frente com forças americanas na Cordilheira do Atlas. Enquanto isso, a 21ª Divisão Panzer combateu os franceses em Faïd. Os americanos vieram para auxiliar as forças da França Livre, mas o ataque alemão seguiu implacável e os Aliados tiveram de recuar. Entre 14 e 17 de fevereiro, uma pequena tropa americana foi derrotada pelos alemães em Sidi Bouzid, a leste de Kasserine, mas a luta não foi decisiva. Em meados de fevereiro, quase toda a Tunísia estava firme nas mãos das forças do Eixo. O marechal Erwin Rommel sabia que não podia ficar na defensiva por muito tempo e então planejou um ataque contra os Aliados, enquanto estes ainda se reorganizavam. Com os britânicos se aproximando da Linha Mareth, Rommel decidiu partir para a ofensiva de vez, escolhendo atacar através do Passe Kasserine. Rommel recebeu a benção do comando militar para as ofensivas, mas não recebeu todas as tropas que queria e viu suas unidades serem dispersadas pela linha de frente, sob ordens do Alto-Comando. Assim, o marechal sabia que seu flanco estaria exposto e que os Aliados poderiam facilmente contornar suas posições.
Em 19 de fevereiro, Rommel ordenou que o Grupo de Assalto da Afrika Korps atacasse Kasserine. A 21ª Divisão Panzer deveria focar nas regiões de Sbiba e Ksour, enquanto o Kampfgruppe von Broich marcharia sobre Sbeitla, explorando o sucesso das outras tropas. O ataque alemão a Sbiba se provaria um fracasso. Os americanos mantinham o 26º regimento de infantaria protegendo o passo de Kasserine, apoiados por um batalhão de artilharia e uma unidade francesa. Nas colinas a oeste, o general francês Welvert mantinha batalhões de americanos e franceses, com tanques, engenheiros, unidades de infantaria e artilharia, em posição firme. Mais ainda a oeste, havia a Força Tarefa Bowen, que protegia as rotas entre Feriana e Tebessa. Os alemães atacaram de forma sucinta inicialmente, testando as defesas Aliadas antes de lançar pesados ataques. Em Kasserine, os americanos, britânicos e franceses foram, eventualmente, sobrepujados pelos granadeiros da Wehrmacht e os Bersaglieri italianos. A falta de coordenação foi uma das principais causas do fracasso Aliado naquele momento. As forças do Eixo então focaram seus ataques em Djebel el Hamra, mas foram detidos. Os americanos contra-atacaram, fazendo mais de 400 prisioneiros.
Visando isolar a 9ª Divisão de infantaria americana, o marechal Rommel ordenou que a 10ª Divisão Panzer marchasse sobre Thala. Os defensores, da 26ª brigada blindada, lutaram com afinco, com pesadas baixas sendo registradas em ambos os lados. O general Stafford LeRoy Irwin ordenou que a artilharia britânica bombardeasse El Kef, para ajudar seus homens. Mas o general Ernest N. Harmon contactou o comandante Dwight Eisenhower e pediu para a 9ª divisão de artilharia mantivesse sua posição. Em 22 de fevereiro, os alemães já haviam sido detidos.
Sem suprimentos e com suas tropas esticadas por uma grande região, o marechal Rommel percebeu que seu ataque não podia mais prosseguir. Em Thala, a artilharia Aliada pressionava seus homens e no rio Hatab, os americanos já contra-atacavam. Em Sbiba, a ofensiva germano-italiana não se movia e os prospectos de uma vitória derradeira não era mais alcançável. Rommel então planejou uma retirada, focando suas forças no sul da Tunísia. Os generais Kesselring e Siegfried Westphal tentaram convencer Rommel a desistir da ideia e consolidar suas posições, afirmando que ainda havia chance de vitória, mas o marechal estava irredutível. Por fim, Kesselring concordou e repassou as informações ao Alto-Comando em Roma. Em 24 de fevereiro, os alemães e italianos já estavam em plena retirada para suas posições iniciais, o fazendo debaixo de bombardeio de artilharia e aviões americanos. Não demoraria muito e o passo de Kasserine, assim como Feriana, Sidi Bou Zid e Sbeitla, já estaria novamente em mãos dos Aliados.
Rommel conseguiu infligir pesadas baixas nos Aliados mas sua previsão de que os americanos eram inexperientes acabou não se provando uma vantagem muito grande. Rommel ficou impressionado pelo uso dos americanos do blindado M3. Os alemães não conseguiam construir trincheiras adequadas no ruim solo da Tunísia e assim foram expostos a artilharia Aliada. Rommel tentaria utilizar as lições aprendidas em outras frentes. Já o general Dwight D. Eisenhower fez vários estudos de caso da batalha em passo de Kasserine. Ele determinou que falhas na cadeia de comando haviam levado a problemas de comunicação e expôs os soldados americanos a riscos desnecessários. Ele imediatamente dispensou o general Lloyd Fredendall, que acabou levando boa parte da culpa pelo ocorrido em Kasserine. Eisenhower também tomou várias outras medidas para reorganizar o exército dos Estados Unidos na linha de frente, trocando comandantes ineptos e garantindo que suas tropas estivessem sempre bem abastecidas.
A batalha do passo de Kasserine foi o primeiro grande combate entre tropas americanas e alemãs na Segunda Guerra Mundial. Os oficiais americanos, de fato, mostraram sua inexperiência e suas forças sofreram pesadas baixas. Isso convenceu o primeiro-ministro britânico Winston Churchill de que era necessário mais tempo para preparar as forças Aliadas para uma eventual abertura de segunda frente na Europa. Assim, ele percebeu que, de fato, se os Aliados tivessem invadido a França já em 1942 (Operação Roundup), o resultado  teria sido um grande fracasso. Os Aliados aprenderam novas técnicas de assalto anfíbio e ataques contra posições fortificadas, ao mesmo tempo que os americanos tiveram mais tempo para ganhar experiência lutando contra alemães e italianos na África e depois na Itália.